# Wahlbezirk Böhmen 62
Der Wahlbezirk Böhmen 62 war ein Wahlkreis für die Wahlen zum Abgeordnetenhaus im österreichischen Kronland Böhmen. Der Wahlbezirk wurde 1907 mit der Einführung der Reichsratswahlordnung geschaffen und bestand bis zum Zusammenbruch der Habsburgermonarchie.

## Geschichte
Nachdem der Reichsrat im Herbst 1906 das allgemeine, gleiche, geheime und direkte Männerwahlrecht beschlossen hatte, wurde mit 26. Jänner 1907 die große Wahlrechtsreform durch Sanktionierung von Kaiser Franz Joseph I. gültig. Mit der neuen Reichsratswahlordnung schuf man insgesamt 516 Wahlbezirke, wobei mit Ausnahme Galiziens in jedem Wahlbezirk ein Abgeordneter im Zuge der Reichsratswahl gewählt wurde. Der Abgeordnete musste sich dabei im ersten Wahlgang oder in einer Stichwahl mit absoluter Mehrheit durchsetzen. Der Wahlkreis Böhmen 62 umfasste die Gerichtsbezirke Hohenmauth, Skutsch und Nassaberg.
Aus der Reichsratswahl 1907 ging aus der Stichwahl Jindřich Padour als Sieger hervor. Bei der Reichsratswahl 1911 konnte Padour sein Mandat in der Stichwahl verteidigen.

## Wahlergebnisse

### Reichsratswahl 1907
Die Reichsratswahl 1907 wurde am 14. Mai 1907 (erster Wahlgang) sowie am 23. Mai 1907 (Stichwahl) durchgeführt.

#### Erster Wahlgang
| Kandidat                                                                       | Partei                                  | Wahlkreis- stimmen | Prozent |
| ------------------------------------------------------------------------------ | --------------------------------------- | ------------------ | ------- |
| Jindřich Padour                                                                | Tschechische Agrarpartei                | 5165               | 41,8 %  |
| Josef Braun                                                                    | Tschechische Sozialdemokratische Partei | 3571               | 28,9 %  |
| Jan Krejza                                                                     | Agrarier                                | 3556               | 28,8 %  |
|                                                                                | Sonstige Parteien                       | 53                 | 0,4 %   |
| Wahlberechtigte: 14.164, Ungültige/Leere Stimmen: 161, Wahlbeteiligung: 88,3 % |                                         |                    |         |

#### Stichwahl
| Kandidat                                                                       | Partei                                  | Wahlkreis- stimmen | Prozent |
| ------------------------------------------------------------------------------ | --------------------------------------- | ------------------ | ------- |
| Jindřich Padour                                                                | Tschechische Agrarpartei                | 7549               | 69,6 %  |
| Josef Braun                                                                    | Tschechische Sozialdemokratische Partei | 3297               | 30,4 %  |
| Wahlberechtigte: 14.164, Ungültige/Leere Stimmen: 207, Wahlbeteiligung: 77,9 % |                                         |                    |         |

### Reichsratswahl 1911
Die Reichsratswahl 1911 wurde am 13. Juni 1911  sowie am 20. Juni 1911 (Stichwahl) durchgeführt.

#### Erster Wahlgang
| Kandidat                                                                       | Partei                                  | Wahlkreis- stimmen | Prozent |
| ------------------------------------------------------------------------------ | --------------------------------------- | ------------------ | ------- |
| Jindřich Padour                                                                | Tschechische Agrarpartei                | 5183               | 48,5 %  |
| Gustav Mazanec                                                                 | Tschechische Christlichsoziale Partei   | 2987               | 28,0 %  |
| Josef Braun                                                                    | Tschechische Sozialdemokratische Partei | 2450               | 22,9 %  |
|                                                                                | Sonstige Parteien                       | 61                 | 0,6 %   |
| Wahlberechtigte: 14.277, Ungültige/Leere Stimmen: 140, Wahlbeteiligung: 75,8 % |                                         |                    |         |

#### Stichwahl
| Kandidat                                                                       | Partei                                | Wahlkreis- stimmen | Prozent |
| ------------------------------------------------------------------------------ | ------------------------------------- | ------------------ | ------- |
| Jindřich Padour                                                                | Tschechische Agrarpartei              | 6039               | 63,6 %  |
| Gustav Mazanec                                                                 | Tschechische Christlichsoziale Partei | 3456               | 36,4 %  |
| Wahlberechtigte: 14.277, Ungültige/Leere Stimmen: 113, Wahlbeteiligung: 67,3 % |                                       |                    |         |